# زاوية أبو سويلم
قرية زاوية أبو سويلم هي إحدى القرى التابعة لمركز العياط في محافظة الجيزة في جمهورية مصر العربية. حسب إحصاءات سنة 2006، بلغ إجمالي السكان في زاوية أبو سويلم 5147 نسمة، منهم 2710 رجل و2437 امرأة.